# Gao Lei
Pour les articles homonymes, voir Gao.
Gao Lei est un trampoliniste chinois né le 2 janvier 1992. Il a remporté la médaille de bronze du concours masculin aux Jeux olympiques d'été de 2016 à Rio de Janeiro.

## Palmarès

### Jeux olympiques
- Rio de Janeiro 2016
  -  médaille de bronze en individuel.

### Championnats du monde
- Tokyo 2019
  -  médaille d'or en individuel.
  -  médaille d'argent par équipe.
  -  médaille de bronze par équipe mixte.